# バーツ経済圏
バーツ経済圏（バーツけいざいけん）は、タイの当時の首相チャーチャイ首相によって提案されたバーツを中心とする市場統一計画のことである。チャーチャイの「インドシナを戦場から市場へ」の言により、タイの経済政策の大きな柱の一つだった。1991年（タイ仏暦2534年）にはベトナム、ラオス、カンボジア、ミャンマーに対してバーツの持ち出し限度額を引き上げた。しかし、1997年（タイ仏暦2540年）アジア通貨危機により、関連諸国は打撃を受け、バーツの信頼性が落ち、この計画は停滞している。